# Schlatt (Ausztria)
Schlatt osztrák község Felső-Ausztria Vöcklabrucki járásában. 2018 januárjában 1399 lakosa volt.

## Elhelyezkedése

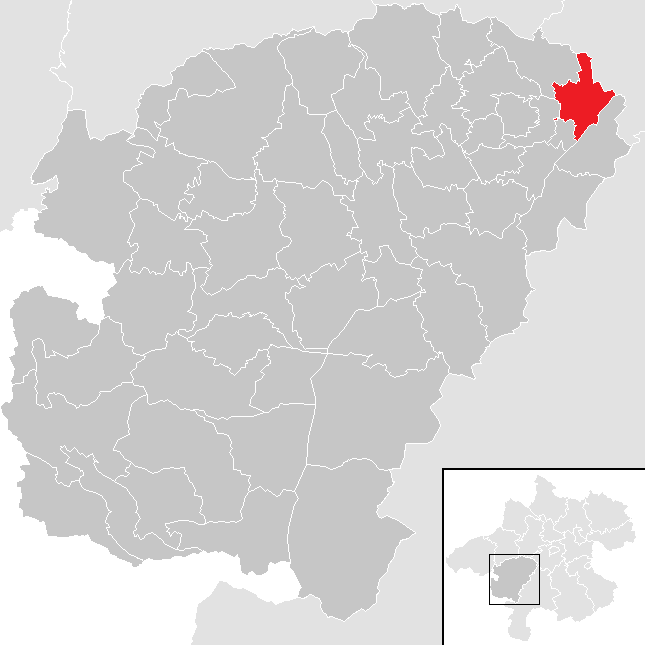
Schlatt a Vöcklabrucki járásban

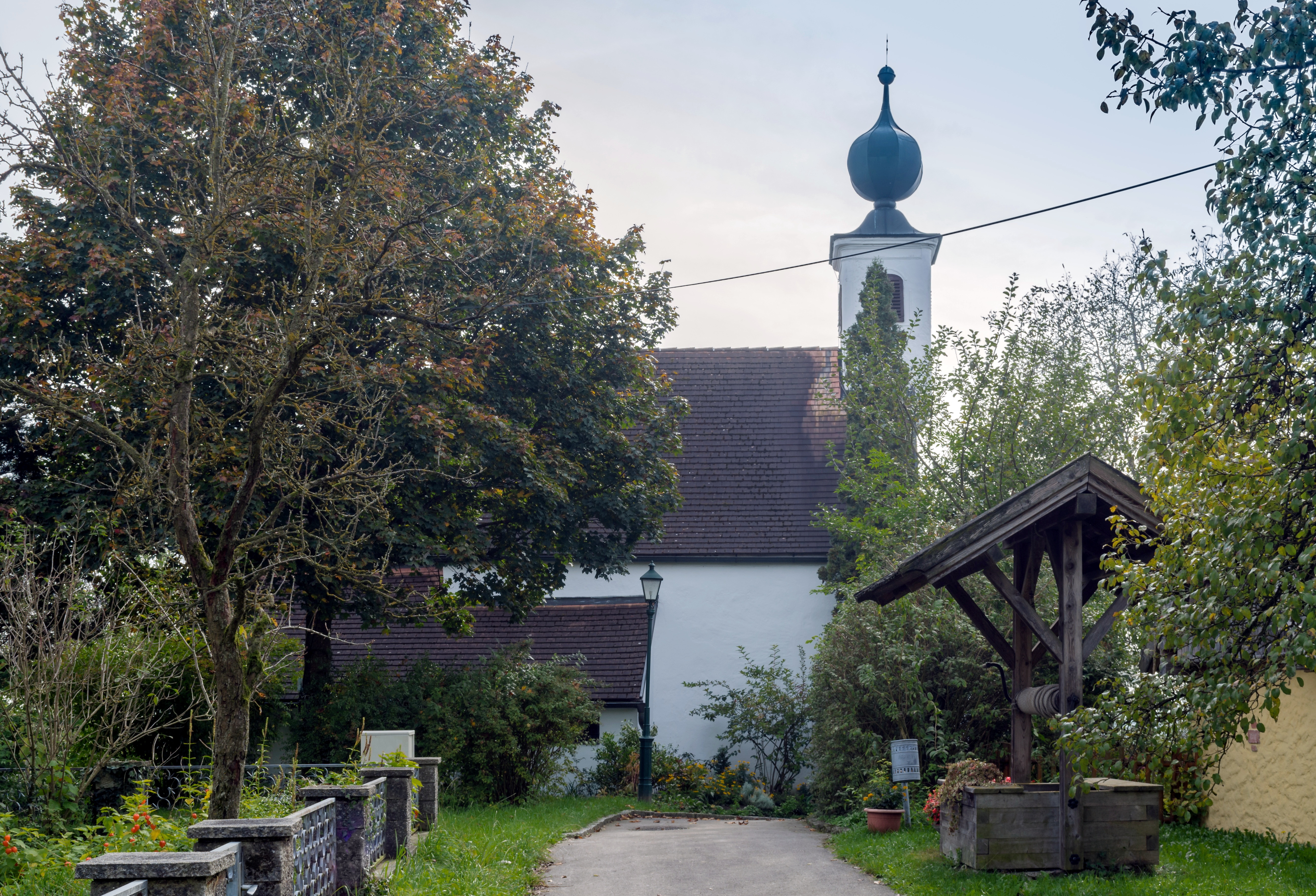
A kálváriatemplom

Schlatt Felső-Ausztria Hausruckviertel régiójában fekszik. Délkeleti határát az Ager folyó alkotja. Területének 17,1%-a erdő, 67,6% áll mezőgazdasági művelés alatt. Az önkormányzat 11 falut és településrészt egyesít: Apeding (162 lakos 2018-ban), Asperding (16), Breitenschützing (385), Herrenschützing (51), Hinterschützing (40), Hörweg (21), Oberharrern (111), Philippsberg (155), Römerberg (108), Schlatt (167) és Staig (183).
A környező önkormányzatok: délkeletre Rüstorf, délre Schwanenstadt, délnyugatra Oberndorf bei Schwanenstadt, északnyugatra Niederthalheim, északra Aichkirchen, északkeletre Neukirchen bei Lambach.

## Története
Schlatt területe eredetileg a Bajor Hercegség keleti határvidékén feküdt, a 12. században került át Ausztriához. Az Osztrák Hercegség 1490-es felosztásakor az Enns fölötti Ausztria része lett. 
A napóleoni háborúk során a falut több alkalommal megszállták.
A köztársaság 1918-as megalakulásakor Schlattot Felső-Ausztria tartományhoz sorolták. Miután Ausztria 1938-ban csatlakozott a Német Birodalomhoz, az Oberdonaui gau része lett; a második világháború után visszakerült Felső-Ausztriához.

## Lakosság
A schlatti önkormányzat területén 2018 januárjában 1399 fő élt. A lakosságszám 1961 óta gyarapodó tendenciát mutat. 2016-ban a helybeliek 93,1%-a volt osztrák állampolgár; a külföldiek közül 1,3% a régi (2004 előtti), 3,2% az új EU-tagállamokból érkezett. 2,2% a volt Jugoszlávia (Szlovénia és Horvátország nélkül) vagy Törökország, 0,5% egyéb országok polgára. 2001-ben a lakosok 80,5%-a római katolikusnak, 5,7% evangélikusnak, 1,4% ortodoxnak, 5% mohamedánnak, 5,9% pedig felekezeten kívülinek vallotta magát. Ugyanekkor 2 magyar élt a községben. A jelentősebb nemzetiségi csoportokat a német (90,5%) mellett a törökök (2,5%), horvátok (1,7%) és a szerbek (1,2%) alkották.

## Látnivalók
- a Szt. Fülöp és Jakab-kálváriatemplom
- az 1854-ben épült vasútállomás

## Fordítás
- Ez a szócikk részben vagy egészben  a   Schlatt (Oberösterreich) című német Wikipédia-szócikk ezen változatának fordításán alapul.  Az eredeti cikk szerkesztőit annak laptörténete sorolja fel. Ez a jelzés csupán a megfogalmazás eredetét és a szerzői jogokat jelzi, nem szolgál a cikkben szereplő információk forrásmegjelöléseként.